# Obtusaspis rhizophila
Obtusaspis rhizophila är en insektsart som först beskrevs av Robert Newstead 1920.  Obtusaspis rhizophila ingår i släktet Obtusaspis och familjen pansarsköldlöss. Inga underarter finns listade i Catalogue of Life.